# Ogün Temizkanoğlu
Ogün Temizkanoğlu, detto Ogün (Hamm, 6 ottobre 1969), è un allenatore di calcio ed ex calciatore turco, di ruolo difensore.

## Carriera

### Club
Debutta nel Trabzonspor nel 1989 rimanendovi per dieci stagioni, vincendo due edizioni della Coppa di Turchia ed una della Supercoppa di Turchia.
Dal 1999 al 2003 gioca con il Fenerbahçe, vincendo un campionato turco.
Successivamente milita per un anno nel Konyaspor ed un altro nel Akçaabat Sebatspor, prima di chiudere la carriera professionistica.

### Nazionale
Ha debuttato nella nazionale turca a ventuno anni: ha partecipato ad Euro 1996 e poi, da capitano, ad Euro 2000.
Complessivamente ha totalizzato 74 presenze e 5 reti.

## Palmarès

### Giocatore

#### Competizioni nazionali
- Campionato turco: 1

Fenerbahce: 2000-2001
- Coppa di Turchia: 2

Trabzonspor: 1991-1992, 1994-1995
- Supercoppa di Turchia: 1

Trabzonspor: 1995